# Enrique Ballestrero
Enrique Ballestrero (Colonia del Sacramento, 18 januari 1905 – Montevideo, 11 oktober 1969) was een Uruguayaans voetballer die speelde als doelman. Hij kwam uit voor het Uruguayaans voetbalelftal, waarmee hij het eerste WK won.

## Clubcarrière
Ballestrero speelde voor Miramar Misiones, waarna hij in 1926 aan de slag ging bij Rampla Juniors. In 1927 werd hij met de club landskampioen. In 1935 vertrok hij naar Peñarol, waarmee hij drie seizoenen op rij kampioen werd. Hierna sloot hij zijn spelerscarrière af.

## Interlandcarrière
Ballestrero debuteerde op 25 mei 1930 in het Uruguayaans voetbalelftal in de wedstrijd om de Copa Newton tegen Argentinië.
Ballestrero zat in eerste instantie als tweede doelman bij de selectie van Uruguay voor het WK van 1930, achter eerste keus Andrés Mazali. Echter verliet laatstgenoemde in de twee maanden voorbereidingstijd zonder overleg het trainingskamp om zijn familie te bezoeken, waarop bondscoach Alberto Suppici hem uit de ploeg zette. Ballestrero speelde alle vier wedstrijden van het toernooi mee. Uruguay won het toernooi door in de finale Argentinië met 4-2 te verslaan. Aan het einde van het toernooi werd de doelman opgenomen in het elftal van het toernooi.

## Erelijst
| Competitie       |                |                  |                |                |
| Competitie       | Aantal         | Jaren            |                |                |
| Rampla Juniors   | Rampla Juniors | Rampla Juniors   | Rampla Juniors | Rampla Juniors |
| ---------------- | -------------- | ---------------- | -------------- | -------------- |
| Primera División | 1x             | 1927             |                |                |
| Peñarol          |                |                  |                |                |
| Primera División | 3x             | 1935, 1936, 1937 |                |                |

|         | Competitie                    | Resultaat | Jaar    |         |
| Uruguay | Uruguay                       | Uruguay   | Uruguay | Uruguay |
| ------- | ----------------------------- | --------- | ------- | ------- |
|         | Wereldkampioenschap voetbal   | Goud      | 1930    |         |
|         | Copa Newton                   | Goud      | 1930    |         |
|         | Zuid-Amerikaans kampioenschap | Goud      | 1935    |         |